# Friedrich Birsak
Friedrich Birsak (* 22. Februar 1909 in Wien; † 23. Dezember 1997 ebenda) war ein österreichischer Berufsoffizier.

## Leben
Friedrich Birsak war der Sohn von Georg Birsak, eines Berufssoldaten und Leutnants des Rechnungswesens in der k.u.k. Armee, und dessen Ehefrau Maria. Er besuchte von 1920 bis 1928 die Bundeserziehungsanstalt Wien XIII, wo er auch maturierte. Danach rückte er freiwillig zum Bundesheer ein und wurde nach Absolvierung der Theresianischen Militärakademie in Wiener Neustadt 1932 als Leutnant der Infanterie ausgemustert. 1935 wurde er zum neu aufgestellten österreichischen Garde-Bataillon versetzt und war im März 1938 während der Anschlusstage für den Schutz des damaligen österreichischen Bundespräsidenten Miklas zuständig. Als solcher verhinderte er mit seiner Einheit die Besetzung der Präsidentenresidenz durch SS-Leute unter Otto Skorzeny.
Nach der Übernahme als Oberleutnant in die deutsche Wehrmacht nach dem Anschluss Österreichs diente er beim Wachbataillon Wien und übernahm im August 1940 eine Kompanie im von deutschen Truppen besetzten Polen. Mit dieser nahm er am Russlandfeldzug teil und wurde im August 1941 schwer verwundet. Nach der Genesung wurde er als Hauptmann und später Major an der Westfront eingesetzt und geriet im September 1944 in amerikanische Kriegsgefangenschaft.
Nach seiner Heimkehr 1946 arbeitete er zunächst in zivilen Berufen, doch trat er schon am 1. August 1952 der B-Gendarmerie bei und wurde Kommandant der Gendarmerieschule Oberösterreich I. Nach Unterzeichnung des Staatsvertrages und dem Abzug der Besatzungsmächte rückte er mit seiner Truppe am 26. September 1955 in Wien ein, wo Bundespräsident Körner im inneren Burghof seine Meldung entgegennahm. Von 1957 bis 1959 war er Kommandant der 8. Gebirgsbrigade in Salzburg und zugleich Militärkommandant dieses Bundeslandes. 1959 wurde er in das Bundesministerium für Landesverteidigung nach Wien berufen und zum Infanterieinspektor ernannt. In dieser Funktion war er – seit 1. Juli 1968 als Brigadier – bis zu seiner Pensionierung am 31. Dezember 1974 tätig. Er war eine Erscheinung von altösterreichischer Eleganz und weitum als jener Offizier bekannt, der 1955 als Kommandant mit der ersten österreichischen Truppe seit 1938 in Wien einmarschiert war. Birsak wurde am Hietzinger Friedhof bestattet.